# DAKEN
DAKEN（ダケン）は、日本の音楽家。本名、白石 一智（シライシ カズトモ、1978年9月29日 - ）。方言”だけん”から愛称となった。作詞、作曲、編曲、トラックメイクを自身で行う。ランキン・タクシー率いるRagga Soul Bandでギターを担当。

## 人物
1978年生まれ、福岡県大牟田市出身。自動車整備士の父とピアノ講師である母の間に生まれた。3人兄弟の長男で3歳違いの弟と7歳違いの妹がいる。大牟田市立松原中学校を卒業後、福岡県立三池工業高等学校土木科に進学。高校卒業後は専門学校九州ビジュアルアーツ音響科に進学し音響全般とDTMを学ぶ。バンドは中学2年生の頃にはじめギターを担当していた。私生活では2006年に結婚。二児の父。趣味は料理。

## 略歴
- 1997年 Primal Stomps(プライマルストンプス)を結成。バンド名は一銭めしや(元Suck do it)のVo.Gt 村里剛が命名。
- 1998年 当時のボーカルが脱退したため、ギターボーカルとなる。
- 1999年 大牟田スタジオGUMBOのライブ中心に、毎月福岡のライブハウスに遠征していた。主にDRUMグループ（DRUM、DRUM-B1、ドラムロゴス）での出演が多かった。月間くるめで”パーフェクト超人への道”連載開始し、約10年間連載は続いた。
- 2000年 大牟田スタジオGUMBOライブが大牟田で浸透し毎月超満員（約200人）の熱狂的なライブが繰り返されていた。今では伝説となっている。
- 2001年 上京。下北沢、渋谷、新宿を拠点にライブ活動を行う。下北沢ライブ終了後、ARB OFFICEにスカウトされ約2年間活動を共にする。
- 2002年 都内でのライブ活動が活発になり、4曲入りデモ音源をレコーディング。
- 2003年 ともに上京したメンバーが脱退。同時にARB OFFICEも退所する。
- 2004年 新メンバーを迎え6曲入りCD "Fantastic Rock"をリリース。後、音楽性の違いでPrimal Stomps 解散。
- 2005年 2ピースのシティポップユニット「有明」に加入。ソロ名義でCD「テレビ・こどものうた 世界の約束」「運動会用 CD3 イッツ・ア・スモール・ワールド」にギター、ボーカルで各1曲収録。
- 2006年 自主企画"Flower Rock & Hip Hop"の音楽イベントを下北沢GARAGEにて開催。ゲストに妄想族のK5Rや9STATES、POЯNMAЯKETなどが参加。有明1stCD10曲入りフルアルバム"有明"リリース。MTV"ライオンの穴"出演。
- 2008年 avex house nation piano gig/Rise Over (feat.Alexandra Prince)  [Pink Chemeleons Vivo Remix]でギタリストとしてメジャー・デビュー。若葉拓馬率いる The Seesawsに加入するが、数回のライブで脱退。
- 2009年 トート・アズ・キャンバス・チャリティーイベントに参加。Mr.Friendlyが応援する、ソーラーランタンプロジェクトに参加。
- 2010年 TOKYOハンバーグ第7章『口紅を初めてさした夏』に音楽制作チームに参加。TOKYOハンバーグProduce Vol.8『のぞまれずさずかれずあるもの』に楽曲提供。サカノウエヨースケ&SPIRAL SPIDERSに参加。数々のフェス、ライブや音楽制作などに携わる。
- 2011年 Puff Soul 2ndアルバム "RIPPLE LAND"リリース。BRAZILIANSIZE x Puff Soul 『Spanking 2011 Tour』遂行。サカノウエヨースケ&SPIRAL SPIDERSで佐賀バルーンフェス出演。
- 2012年 月間くるめで10年ほど連載しているコーナー"パーフェクト超人への道"が、北九州タウン誌"おい街"へ移動し毎月連載がスタート。ソーラーランタンナイト・アコースティックライブに出演。Puff Soulで熊本Happy Jack出演。サカノウエヨースケ&SPIRAL SPIDERS島フェス出演。
- 2013年 Hasta La Vista Babies "Never Stay" with Puff Soul ツアー遂行。岡山県倉敷のデニムブランド 「High Rock」でカタログモデル参加。サカノウエヨースケ&SPIRAL SPIDERSで直島AGAIN、島フェス出演。TOKYOハンバーグ Produce Vol.15 KUDAN ～この地球の汚れた片隅で生まれた命～ 作・演出 大西弘記に音楽制作チームに参加。 Puff Soul でソーラーランタンナイト・アコースティックライブに出演。
- 2014年 白石カズトモ a.k.a. DAKEN 初の大牟田凱旋ライブ 「Timeless Town」東田トモヒロとのツーマンLiveを行う。4曲入りソロ1st CD "Love Strings"リリース。渋谷虎子食堂にて MARTIN-KINOO 主催のウィークリーイベント "My  Best Dinner"にマンスリーレギュラーDJとして参加。Puff Soul もマンスリーレギュラーバンドとして出演。Puff Soul で篠島フェス出演。サカノウエヨースケ&SPIRAL SPIDERSで島フェス出演。
- 2015年 ランキン・タクシー率いる 2tone ska band「ランキン・タクシー & The Ragga Soul」に加入。日比谷野外音楽堂で行われたSkaville Japanに出演。Chelsea MovementとMIXUPツアーを行う。サカノウエヨースケ&SPIRAL SPIDERSで MOYO MUSIC FESTIVAL、島フェスに出演。
- 2016年 Puff Soul 3曲入りCD"My Best"リリース。RANKIN TAXI & The Ragga Soulで湯河原音泉歌謡祭に出演。サカノウエヨースケ&SPIRAL SPIDERSでThe UNI MUSIC FES に出演。Hasta La Vista Babies & Puff Soul 「BREAK BACK Tour」遂行。SPIRAL SPIDERSがインストバンドとしてライブ活動や音源制作などを開始。
- 2017年 Puff Soul 解散。ランキン・タクシー & The Ragga Soulで湯河原音泉歌謡祭に出演。白石一智 a.k.a.DAKENで代官山フェットドラミュージックに出演。SPIRAL SPIDERSでYKフェスに出演。
- 2018年 白石一智 a.k.a.DAKEN 代表曲"イメージ"のMVが公開される。白石一智 a.k.a.DAKENで代官山フェットドラミュージックに出演。ランキン・タクシー & The Ragga Soulで静岡HAGOROMO音楽祭、VERSION CITY (Japan) Records 1st Release 7 inch Vinyl Release Party に出演。
- 2019年 4曲入りソロ2nd CD "Wireless Love"リリース。クラウドファンディングを使った凱旋ライブを大牟田 Club Fujiにて開催。大牟田肉まつりに出演。大牟田 AWA Fes出演。サカノウエヨースケ、夏のツアーが全11箇所、14公演。インストアライブ全3箇所、新宿トークイベント。追加公演全4箇所、4公演にギターで同行。
- 2020年 コロナ禍となり、YouTubeにて"DAKEN流 ギター講座"を始めるが2022年9月23日現在は未公開になっている。趣味の料理を投稿する#ダケキチも始まる。「Love Strings」「WIRELESS LOVE」の2タイトルがサブスク配信開始。アーティストへのトラック制作、楽曲提供を始める。世界初VTuber もこ田めめめ、星街すいせい、花鋏キョウの生演奏ライブ、LATEGRA x 文化放送、「東京タワー花火大会 XR」にサカノウエヨースケ&SPIRAL SPIDERSがフルバンドを担当[1]。
- 2021年 定期的にソロインスタライブを始める。サカノウエヨースケ&SPIRAL SPIDERSを脱退。所属事務所YKファクトリー退社。声のSNS"ダケラジ"開始。DAKEN'S MUSIC STOREがオープン。FMたんとの番組"中村アキヒロのさんせっとTANTO Friday!"MV公開。Soundcloudにて楽曲配信開始。
- 2022年 自主企画ライブイベント "Roll The Dice!! vol.1"開始。代官山フェッドトラミュージックに出演。「ふたりのルール」、「月に吠える」配信リリース。「月に吠える」MV公開。Yamaフェス出演。Black Diamond Dream Meeting (炭鉱フェス)に出演。TikTok開始。すがおゆうじ主宰 崖っぷちウォリアーズ第7回公演『ゼッタイ、幸せになってやる!!』舞台音楽を担当。

## ディスコグラフィ

### 配信シングル
- 2022.06.29 1st ふたりのルール
- 2022.07.25 2nd 月に吠える
- 2022.10.24 3rd ADVANCE

### 配信 EP
- 2014.11.22 1st LOVE STRINGS
- 2019.02.16 2nd WIRELESS LOVE

## ギター参加作品

### サカノウエヨースケ関連
- 2011 年 6 月 3 日 （THE POPS）
  - ソウルストライカー
  - HERE
  - はじめから帰るつもりだった
  - イエローガール WILLCOM 沖縄 2011 春 CM ソング
- 2012 年 6 月 20 日（AND）
  - 人間爆発ビートがどーん
  - スーパーノヴァ feat.GAKU-MC
  - ライスシャワー
  - 猫のあくびが聞こえるよ
  - I LOVE U BABY
- 2019 年 7 月 31 日 抑えきれない僕らの J-POP(書籍付 E.P.)
- 2020 年
  - 9 月 16 日 DAWN OF THE SOUL（デジタルシングル）
  - 11 月 25 日 
    - アカイミツボシ ～BRIGHT MIX～（デジタルシングル）
    - I♡BOB DYLAN （デジタルシングル）
- 2021 年 9 月 8 日 TOKYO-18years old mix- （デジタルシングル）

### ヨースケコースケ
- 2017 年 11 月 15 日（YOSUKE KOSUKE ACOUSTICSELECITON）
  - SMOKE
  - セドナの軌道
  - 時計仕掛けの恋
  - ラブボム
  - 絶対自分応援歌
  - VENUS
  - 爽快サマー
  - 君がいてくれてよかった
- 2018 年 5 月 2 日（アルビレオ）
  - スターゲイザー～星を見つめる者～
  - アルビレオ
  - はじまりの歌
  - You are my darling
  - ハッシャバイ
  - ASIAN FUTURE
  - YOU&I
  - 冬花火
  - SMOKE～emotion mix～
- 2020 年
  - 8 月 19 日 ラフレシア （配信限定シングル）
  - 10 月 21 日
    - HIDE AND SEEK （配信限定シングル）
    - AB 型の男～KOSUKE SOLO MIX～ （配信限定シングル）

### その他
- 2013 年 4 月 24 日 吉川友 ずっとずっとずっと君がスキだ（Two YOU）
- 2014 年 4 月 2 日 Doll☆Elements それだけできっと幸せ（私たちいつでも君の味方だよDoll☆Elements です!）
- 2018 年
  - 2 月 14 日 ズミカワソラ tu-la-la トリビュート・アルバム『タイムカプセル』
  - 4 月 11 日 ときめき♡宣伝部 遠くであがる花火 二人ならんで見てた（ときおとめ）
  - 5 月 30 日 FLOWLIGHT Mr Darling（十代白書）
  - 7 月 7 日 Takuya IDE & サカノウエヨースケ BLACK （デジタルシングル）
  - 12 月 30 日 久保ユリカ どすこいパイナポー （久保ユリカが 1 人しゃべりなんて胃が痛い。テーマソング CD）
- 2019 年 9 月 18 日 FLOWLIGHT Mr Darling（ST(R）OCK-EP)
- 2020 年
  - 3 月 25 日 The sky's the limit
    - 青く遠く (The sky's the limit)
    - LIFE IS A JOURNEY (The sky's the limit)

  - 4 月 18 日 TOMOS（鈴木知海）（太陽の声）
    - 暁
    - 迷路
    - 壁
    - 不思議な少年
    - 夢の中
    - 帰り道
    - 声
    - 素潜り
    - サッドストーリー

  - 4 月 星街すいせい 星街すいせいの MUSIC SPACE OP曲（2020 年 4 月-、文化放送超!A&G+）
  - 11 月 1 日 ShotgunRose（AZKi 水科葵 鈴鳴すばる）Million stars for you「すばるあずきみずしーの 3 コードミラクル」テーマソング CD
  - 12 月 10 日 吉川友 TABOO（TABOO）

## 楽曲提供
- 2020 年 9 月 16 日 サカノウエヨースケ DAWN OF THE SOUL （作詞/作曲）
- 2020 年 10 月 21 日 ヨースケコースケ AB 型の男～KOSUKE SOLO MIX～ （作曲/編曲）
- 2021 年 6 月 中村アキヒロのさんせっと TANTO Friday! テーマ曲（作詞/作曲/編曲）
- 2021 年 11 月 1 日 ブラックスター Team B ヒース（MC:Takuya_IDE） 綺羅星 （作曲）

## その他作品
- 2020 年
  - 8 月 24 日 アズマリム 【猫の恩返し】風になる／アズマリム【ウクレレ歌ってみた】 （ウクレレ）
  - 10 月 21 日 ヨースケコースケ HIDE AND SEEK （編曲）
  - 12 月 3 日 アズマリム Say So - Doja Cat(Japanese ver)／Cover by アズマリム【歌ってみた】 （トラック&Mix）

## メディア出演

### ラジオ出演
- FM 福岡 パラダイス福岡
- FM たんと さんせっと TANTO
- 文化放送「楽器楽園～ #ガキパラ ～」
- 文化放送 超!A&G+ラジオ アズマリム再始動スペシャル「文化放送からおつおつおー！」

### webマガジン
- “バンドでもあるし、会社でもあるその不思議な関係──サカノウエヨースケ × DAKEN 特別対談”[1]